# John Zeleny
John Zeleny (26. března 1872 Racine – 19. června 1951 New Haven) byl americký fyzik a vědec. V roce 1911 vynalezl svůj vlastní elektroskop. Studoval také vliv elektrického pole na kapalinu. Jeho práci někteří považují za počátek nově vznikajících technologií jako je elektrostatické zvlákňování.

## Život
Narodil se 26. března roku 1872 v Racine ve Wisconsinu českému přistěhovaleckému páru z Křídla. Byl starším bratrem Charlese Zelenyho. Navštěvoval Minnesotskou univerzitu, kde v roce 1892 získal bakalářský titul. Následovala Trinity College v Cambridgi později se opět vrátil na Minnesotská univerzitu, kde v roce 1906 získal doktorát.
Po získání bakalářského titulu v roce 1892 zahájil svou pedagogickou kariéru. Byl zvolen členem Americké akademie věd a umění a v roce 1915 se stal členem Americké filozofické společnosti. Téhož roku nastoupil na fakultu na Yaleově univerzitě, kde byl až do svého odchodu do důchodu v roce 1940 vedoucím katedry fyziky a ředitelem postgraduálního studia fyziky.
Zemřel 19. června roku 1951 v New Haven. Bylo mu 79 let.